# Шведска на Европском првенству у атлетици на отвореном 2014.
Шведска је учествовала на Европском првенству у атлетици на отвореном 2014. одржаном у Цириху од 12. до 17. августа. То је било њено 22. учешће на овом такмичењу, односно учествовала је на свим европским првествима на отвореном. Репрезентацију Шведске представљало је 59 спортиста (36 мушкараца и 23 жена) који су се такмичили у 22 дисциплине.
У укупном пласману Шведска је са три освојене медаље заузела је 11. место. Медаља су освојене у женској конкуренцији где је заузела 7. место. Поред тога оборено је 6 личних рекорда и 7 најбољих резултата сезоне.
У табели успешности (према броју и пласману такмичара који су учествовали у финалним такмичењима (првих 8 такмичара)) Шведска је са седам учесника у финалу заузела 12 место са 34 бодова, од 34 земље које су имале представнике у финалу. На првенству је учествовало 50 земаља чланица ЕАА.
| Пл. | Земља   | 1. место | 2. место | 3. место | 4. место | 5. место | 6. место | 7. место | 8. место | Бр. фин. | Бодови |
| --- | ------- | -------- | -------- | -------- | -------- | -------- | -------- | -------- | -------- | -------- | ------ |
| 12. | Шведска | 1-8      | 2-14     | -        | -        | 2-8      | 1-3      | -        | 1-1      | 7        | 34     |

## Учесници
| Дисциплина       | Спортисти                                                                                | Спортисти                                                                 |
| Дисциплина       | Мушкарци                                                                                 | Жене                                                                      |
| ---------------- | ---------------------------------------------------------------------------------------- | ------------------------------------------------------------------------- |
| 100 м            | Патрик Андерсон Том Клинг-Баптисте Одајн Росе                                            | Данијела Буск                                                             |
| 200 м            | Јохан Висман Нил де Оливеира                                                             | Ирене Екелунд                                                             |
| 400 м            | Јохан Висман²                                                                            | —                                                                         |
| 800 м            | Рикард Гунарсон Андреас Алмгрен Јохан Рогестедт                                          | Ловиса Линд                                                               |
| 1.500 м          | Јонас Леандерсон                                                                         | Абеба Арегави                                                             |
| 5.000 м          | —                                                                                        | Мераф Бахта                                                               |
| 10.000 м         | Адил Буафиф Микаел Еквал                                                                 |                                                                           |
| маратон          | Мустафа Мохамед Фредерик Јохансон Емил Лердал Патрик Енгстрем Давид Нилсон Данијел Волду | Лена Елијасон Анелије Јохансон Шарлоте Карлсон Хана Линдхолм Фрида Лунден |
| 110 м препоне    | Александер Брорсон                                                                       | —                                                                         |
| 3.000 м препреке | Данијел Лундгрен                                                                         | Шарлота Фовгберг                                                          |
| 20 км ходање     | Андреас Густафсон Персевс Карлстрем                                                      | —                                                                         |
| 50 км ходање     | Андреас Густафсон² Персевс Карлстрем² Ато Ибањез                                         | —                                                                         |
| 4 x 100 м        | Том Клинг-Баптисте² Стефан Тарнувуд Александер Брорсон² Ерик Хагберг                     | Ирене Екелунд² Исабеле Евренијус Данијела Буск² Перника Нилсон            |

| Дисциплина     | Спортисти                                  | Спортисти                   |
| Дисциплина     | Мушкарци                                   | Жене                        |
| -------------- | ------------------------------------------ | --------------------------- |
| Скок увис      | —                                          | Ема Грин                    |
| Скок мотком    | Малкер Свард Јакобсон Алхађи Ђенг          | Ангелика Бенгтсон           |
| Скок удаљ      | Михел Торнеус                              | Ерика Јардер                |
| Бацање кугле   | Лејф Архенијус                             | Фрида Окерстрем             |
| Бацање диска   | Никлас Архенијус Данијел Стал Аксел Хертет | Јулија Виберг Софија Ларсон |
| Бацање кладива | Маркус Јохансон                            | Трејси Андерсон Ида Сторм   |
| Бацање копља   | Габријел Валин Ким Амб                     | Софи Флинк                  |
| Седмобој       | —                                          | Јесика Самуелсон            |
| Десетобој      | Маркус Нилсон Фабијан Росенквист           | —                           |

## Освајачи медаља

### Злато (1)
- Мераф Бахта — 5.000 м

### Сребро (2)
- Абеба Арегави — 1.500 м
- Шарлота Фовгберг — 3.000 м препреке

## Резултати

### Мушкарци
| Атлетичар                                                            | Дисциплина       | Лични рекорд | Квалификације     | Квалификације     | Полуфинале            | Полуфинале           | Финале               | Финале            | Детаљи |
| Атлетичар                                                            | Дисциплина       | Лични рекорд | Резултат          | Место             | Резултат              | Место                | Резултат             | Место             | Детаљи |
| -------------------------------------------------------------------- | ---------------- | ------------ | ----------------- | ----------------- | --------------------- | -------------------- | -------------------- | ----------------- | ------ |
| Одајн Росе                                                           | 100 м            | 10,30        | 10,53             | 1. у гр. 4        | Није се квалификовао  | Није се квалификовао | Није се квалификовао | 30 / 35 (37)      |        |
| Том Клинг-Баптисте                                                   | 100 м            | 10,29        | 10,50             | 5. у гр. 3        | Није се квалификовао  | Није се квалификовао | Није се квалификовао | 29 / 35 (37)      |        |
| Патрик Андерсон                                                      | 100 м            | 10,36        | 10,61             | 6. у гр. 4        | Није се квалификовао  | Није се квалификовао | Није се квалификовао | 32 / 35 (37)      |        |
| Нил де Оливеира                                                      | 200 м            | 20,53        | 20,93             | 5. у гр. 3        | Није се квалификовао  | Није се квалификовао | Није се квалификовао | 20 / 31 (32)      |        |
| Јохан Висман                                                         | 200 м            | 20,30 НР     | 20,82             | 3. у гр. 1        | Није се квалификовао  | Није се квалификовао | Није се квалификовао | 18 / 31 (32)      |        |
| Јохан Висман                                                         | 400 м            | 44,56 НР     | 46,93             | 7. у гр. 4        | Није се квалификовао  | Није се квалификовао | Није се квалификовао | 33 / 39 (40)      |        |
| Рикард Гунарсон                                                      | 800 м            | 1:47,20      | 1:50,58           | 8. у гр. 1        | Није се квалификовао  | Није се квалификовао | Није се квалификовао | 32 / 34           |        |
| Андреас Алмгрен                                                      | 800 м            | 1:45,65      | 1:48,22           | 3. у гр. 3 КВ     | 1:47,55               | 6. у пф. 1           | Није се квалификовао | 10 / 34           |        |
| Јохан Рогестедт                                                      | 800 м            | 1:46,34      | 1:48,19           | 5. у гр. 4 кв     | 1:53,70               | 8. у пфр. 2          | Није се квалификовао | 16 / 34           |        |
| Јонас Леандерсон                                                     | 1.500 м          | 3:39,37      | 3:49,64           | 14 у гр. 2        |                       |                      | Није се квалификовао | 26 / 29 (31)      |        |
| Микаел Еквал                                                         | 10.000 м         | 27:31,46     |                   |                   |                       |                      | 28:25,03             | 16 / 18 (24)      |        |
| Адил Буафиф                                                          | 10.000 м         | 28:22,30     | Није завршио трку | Није завршио трку |                       |                      |                      |                   |        |
| Патрик Енгстрем                                                      | Маратон          | 2:21:42      | Није завршио трку | Није завршио трку |                       |                      |                      |                   |        |
| Фредерик Јохансон                                                    | Маратон          | 2:20:53      | 2:23:10           | 38 / 50 (72)      |                       |                      |                      |                   |        |
| Емил Лердал                                                          | Маратон          | 2:20:14      | 2:27:17           | 45 / 50 (72)      |                       |                      |                      |                   |        |
| Мустафа Мохамед                                                      | Маратон          | 2:12:28      | 2:19:29           | 25 / 50 (72)      |                       |                      |                      |                   |        |
| Давид Нилсон                                                         | Маратон          | 2:21:04      | Није завршио трку | Није завршио трку |                       |                      |                      |                   |        |
| Данијел Волду                                                        | Маратон          | 2:16:32      | Није завршио трку | Није завршио трку |                       |                      |                      |                   |        |
| Александер Брорсон                                                   | 110 м препоне    | 13,86        | 13,92             | 8. у гр. 2        | Није се квалификовао  | Није се квалификовао | Није се квалификовао | 26 / 28 (32)      |        |
| Данијел Лундгрен                                                     | 3.000 м препреке | 8:35,75      | 8:43,98           | 10. у гр. 1       |                       |                      | Није се квалификовао | 20 / 26 (28)      |        |
| Андреас Густафсон                                                    | 20 км ходање     | 1:21:51      |                   |                   |                       |                      | Није завршио трку    | Није завршио трку |        |
| Персевс Карлстрем                                                    | 20 км ходање     | 1:21:54      | 1:24:41           | 17 / 28 (34)      |                       |                      |                      |                   |        |
| Ато Ибањез                                                           | 50 км ходање     |              | 3:48:42 ЛР        | 10. / 26 (35)     |                       |                      |                      |                   |        |
| Персевс Карлстрем                                                    | 50 км ходање     | 3:52:43      | Није завршио трку | Није завршио трку |                       |                      |                      |                   |        |
| Андреас Густафсон                                                    | 50 км ходање     | 3:50:47      | Дисквалификован   | Дисквалификован   |                       |                      |                      |                   |        |
| Том Клинг-Баптисте² Стефан Тарнувуд Александер Брорсон² Ерик Хагберг | 4 х 100 м        | 38,63 НР     | 39,27 НРС         | 5. у гр. 1        | Нису се квалификовали | 10 / 13 (16)         |                      |                   |        |
| Алхађи Ђенг                                                          | Скок мотком      | 5,80         | Није стартовао    | Није стартовао    | Није стартовао        | Није стартовао       | Није стартовао       | Није стартовао    |        |
| Малкер Свард Јакобсон                                                | Скок мотком      | 5,60         | 5,30              | 6. у гр. А        | Није се квалификовао  | 19 / 21 (29)         |                      |                   |        |
| Михел Торнеус                                                        | Скок удаљ        | 8,22 НР      | 7,81 ЛРС          | 5. у гр. Б кв     | 8,09                  | 5 / 29 (30)          |                      |                   |        |
| Лејф Архенијус                                                       | Бацање кугле     | 20,50        | 19,54             | 10. у гр. Б       | Није се квалификовао  | 17 / 22 (23)         |                      |                   |        |
| Аксел Херстет                                                        | Бацање диска     | 62,43        | 61,51             | 8. у гр. Б кв     | 60,01                 | 12 / 26 (30)         |                      |                   |        |
| Данијел Стал                                                         | Бацање диска     | 66,89        | 59,01             | 14. у гр. А       | Није се квалификовао  | 24 / 26 (30)         |                      |                   |        |
| Никлас Архенијус                                                     | Бацање диска     | 68,33        | БП                | БП                | БП                    | БП                   | БП                   | БП                |        |
| Маркус Јохансон                                                      | Бацање кладива   | 76,43        | 69,21             | 11. у гр. Б       |                       |                      | Није се квалификовао | 20 / 21 (22)      |        |
| Габријел Валин                                                       | Бацање копља     | 83,23        | 73,16             | 12. у гр. А       | Није се квалификовао  | 26 / 30 (32)         |                      |                   |        |
| Ким Амб                                                              | Бацање копља     | 83,23        | БП                | БП                | БП                    | БП                   | БП                   | БП                |        |

Десетобој
| Дисциплина           | Фабијан Росенквист | Фабијан Росенквист | Фабијан Росенквист | Фабијан Росенквист | Фабијан Росенквист | Фабијан Росенквист |
| Дисциплина           | Лич. рек.          | Резултат           | Бод.               | Плас.              | Укупно             | Плас.              |
| -------------------- | ------------------ | ------------------ | ------------------ | ------------------ | ------------------ | ------------------ |
| 100 м                | 11,01              | 11,19              | 819                | 17.                |                    |                    |
| Скок удаљ            | 7,52               | 7,51 ЛРС           | 937                | 9.                 | 1.756              | 10.                |
| Бацање кугле         | 13,17              | 12,05              | 609                | 25.                | 2.365              | 20.                |
| Скок увис            | 2,01               | 1,98               | 785                | 16.                | 3.1150             | 18.                |
| 400 м                | 48,39              | 48,76 ЛРС          | 868                | 20.                | 4.018              | 17.                |
| 110 м препоне\|14,92 | 15,03              | 846                | 19.                | 4.864              | 17.                |                    |
| Бацање диска         | 41,72              | 40,82              | 681                | 19.                | 5.545              | 17.                |
| Скок мотком          | 4,80               | 4,50               | 760                | 15.                | 6.305              | 18.                |
| Бацање копља         | 52,34              | 45,92              | 528                | 19.                | 6.833              | 19.                |
| 1500 м               | 4:23,63            | 4:34,79            | 713                | 9.                 |                    |                    |
| Десетобој            | 7. 844             |                    |                    |                    | 7.546              | 19 /25             |

| Дисциплина    | Маркус Нилсон | Маркус Нилсон | Маркус Нилсон | Маркус Нилсон | Маркус Нилсон | Маркус Нилсон |
| Дисциплина    | Лич. рек.     | Резултат      | Бод.          | Плас.         | Укупно        | Плас.         |
| ------------- | ------------- | ------------- | ------------- | ------------- | ------------- | ------------- |
| 100 м         | 11,24         | 11,30         | 795           | 22.           |               |               |
| Скок удаљ     | 6,93          | 6,59          | 718           | 25.           | 1.513         | 25.           |
| Бацање кугле  | 15,26         | 14,93         | 785           | 6.            | 2.298         | 24.           |
| Скок увис     | 2,02          | 1,89          | 705           | 22.           | 3.003         | 23.           |
| 400 м         | 49,54         | НС            | 0             | 0             |               | НЗ            |
| 110 м препоне | 14,74         |               |               |               |               |               |
| Бацање диска  | 48,19         |               |               |               |               |               |
| Скок мотком   | 4,80          |               |               |               |               | .             |
| Бацање копља  | 59,97         |               |               |               |               |               |
| 1500 м        | 4:18.01       |               |               |               |               |               |
| Десетобој     | 8.104         |               |               |               | —             | НЗ            |

### Жене
| Атлетичарка                                                    | Дисциплина       | Лични рекорд | Квалификације | Квалификације | Полуфинале            | Полуфинале            | Финале                | Финале       | Детаљи |
| Атлетичарка                                                    | Дисциплина       | Лични рекорд | Резултат      | Место         | Резултат              | Место                 | Резултат              | Место        | Детаљи |
| -------------------------------------------------------------- | ---------------- | ------------ | ------------- | ------------- | --------------------- | --------------------- | --------------------- | ------------ | ------ |
| Данијела Буск                                                  | 100 м            | 11,58        | 11,76         | 5. у гр. 1    | Нисе се квалификовала | Нисе се квалификовала | Нисе се квалификовала | 31 / 36 (37) |        |
| Ирене Екелунд                                                  | 200 м            | 22,92        | 23,38 =ЛРС    | 4. у гр. 2 КВ | 23,26 ЛРС             | 3. у гр. 3            | Нисе се квалификовала | 13 / 31 (35) |        |
| Ловиса Линд                                                    | 800 м            | 2:02,74      | 2:01,73 ЛР    | 3. у гр. 1 КВ | 2:02,60               | 6. у пф. 2            | Није се квалификовала | 12 / 28 (30) |        |
| Абеба Арегави                                                  | 1.500 м          | 3:56,60 НР   | 4:11,64       | 1. у гр. 1 КВ |                       |                       | 4:05,08               |              |        |
| Мераф Бахта                                                    | 5.000 м          | 14:59,49 НР  |               |               |                       |                       | 15:31,39              |              |        |
| Анелије Јохансон                                               | Маратон          | 2:46:01      | 2:42:04 ЛР    | 30 / 48 (53)  |                       |                       |                       |              |        |
| Фрида Лунден                                                   | Маратон          | 2:43:37      | 2:42:18 ЛР    | 32 / 48 (53)  |                       |                       |                       |              |        |
| Шарлоте Карлсон                                                | Маратон          | 2:42:48      | 2:42:29 ЛР    | 34 / 48 (53)  |                       |                       |                       |              |        |
| Лена Елијасон                                                  | Маратон          | 2:41:38      | 2:43:12       | 38 / 48 (53)  |                       |                       |                       |              |        |
| Хана Линдхолм                                                  | Маратон          | 2:45:42      | 2:44:05 ЛР    | 42 / 48 (53)  |                       |                       |                       |              |        |
| Шарлота Фовгберг                                               | 3.000 м препреке | 9:23,96 НР   | 9:52,04       | 3. у гр. 2    |                       |                       | 9:30,16               |              |        |
| Ирене Екелунд² Исабела Евренијус Данијела Буск² Перника Нилсон | 4 х 100 м        | 43,61 НР     | 43,80 НРС     | 5. у гр. 1 кв | 44,36                 | 6 / 13 (16)           |                       |              |        |
| Ема Грин                                                       | Скок увис        | 2,01         | 1,89          | 4. у гр. А кв | 1,90                  | =9 / 22 (23)          |                       |              |        |
| Ангелика Бенгтсон                                              | Скок мотком      | 4,58 НР      | 4,45          | 9. у гр. А кв | 4,45                  | 5 / 25 (29)           |                       |              |        |
| Ерика Јардер                                                   | Скок удаљ        | 6,67         | 6,52          | 6. у гр. А кв | 6,39                  | 8 / 27 (28)           |                       |              |        |
| Фрида Окерстрем                                                | Бацање кугле     | 16,73        | 14,90         | 16.           | Није се квалификовала | 16 / 16               |                       |              |        |
| Јулија Виберг                                                  | Бацање диска     | 56,37 НР     | 52,40         | 7. у гр. А    | Није се квалификовала | 15 / 21 (22)          |                       |              |        |
| Софија Ларсон                                                  | Бацање диска     | 58,65        | 54,22         | 7. у гр. Б кв | 51,81                 | 11 / 21 (22)          |                       |              |        |
| Трејси Андерсон                                                | Бацање кладива   | 70,82        | 65,72         | 7. у гр. А    | Није се квалификовала | 14 / 20 (25)          |                       |              |        |
| Ида Стормн                                                     | Бацање кладива   | 69,13        | 60,15         | 11. у гр. Б   | Није се квалификовала | 19 / 20 (25)          |                       |              |        |
| Софи Флинк                                                     | Бацање копља     | 61,96 НР     | 57,53         | 7. у гр. Б КВ | 56,68                 | 12 / 22               |                       |              |        |

- Такмичарке у штафети обележене бројем учествовале су и у појединачним дисциплинама.

Седмобој
| Дисциплина    | Јесика Самуелсон | Јесика Самуелсон | Јесика Самуелсон | Јесика Самуелсон | Јесика Самуелсон | Јесика Самуелсон |
| Дисциплина    | Лич. рек.        | Резултат         | Бод.             | Плас.            | Укупно           | Плас.            |
| ------------- | ---------------- | ---------------- | ---------------- | ---------------- | ---------------- | ---------------- |
| 100 м препоне | 13,58            | 14,10            | 964              | 20.              |                  |                  |
| Скок увис     | 1,77             | 1,76 ЛРС         | 928              | 15.              | 1.892            | 18.              |
| Бацање кугле  | 14,91            | 14,50            | 827              | 1.               | 2.719            | 15.              |
| 200 м         | 23,86            | 24,74            | 911              | 9.               | 3.630            | 14.              |
| Скок удаљ     | 6,32             | БП               | 0                | 22.              | 3.630            | 22.              |
| Бацање копља  | 42,02            | 41,01 ЛРС        | 687              | 18.              | 4.317            | 22.              |
| 800 м         | 2:07,03          | НС               | 0                | 0                |                  | НЗ               |
| Седмобој      | 6.300            |                  |                  |                  |                  | НЗ               |